# インダイアツーバ
インダイアツーバは、ブラジルのサンパウロ州にある基礎自治体です。カンピーナス都市圏の一部です。 人口は256,223人（2020年推定）で、面積は311.5平方キロメートル（120.3平方マイル）です。 標高は624メートル（2,047フィート）です。市の名前はトゥピ語に由来しています。ブラジルの主要な工業地域の1つにある重要な都市です。

## メディア
電気通信の分野では、1973年までCompanhia Telefônica Brasileiraが市にサービスを提供していましたが、その後Telecomunicações de São Pauloに引き継がれました。 1998年7月、この会社はTelefónicaに買収され、2012年にVivoブランドを採用しました。